# Şemdinli
Şemdinli – miasto w Turcji. W 2017 roku liczyło 15 536 mieszkańców. Siedziba dystryktu o tej samej nazwie, o liczbie ludności 65 941.